# Johann Georg Hagen

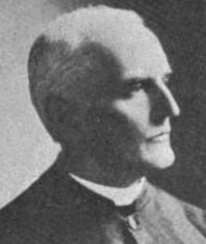
Johann Georg Hagen

Johann Georg Hagen, SJ (* 6. März 1847 in Bregenz, Vorarlberg; † 5. September 1930 in Rom) war ein österreichischer Jesuit und Astronom.
Er besuchte das Jesuiten-Gymnasium Stella Matutina in Feldkirch und studierte Mathematik, Physik sowie Astronomie an den Universitäten Bonn und Münster. Er war Volontär im Deutsch-Französischen Krieg, erkrankte aber an Typhus.
1888 betraute man Hagen mit der Leitung der Sternwarte der von den Jesuiten getragenen Georgetown University in Washington, D.C. 1906 avancierte Hagen zum Direktor der Vatikanischen Sternwarte bei Castel Gandolfo in den Albaner Bergen. Er forschte vor allem über Dunkelwolken und Veränderliche Sterne. Mit Friedrich Krüger arbeitete er über farbige Sterne einschließlich eines Katalogs (1914).
Zu Ehren von Johann Georg Hagen trägt ein Krater auf der Rückseite des Mondes den Namen Hagen sowie der Asteroid (562971) Johannhagen, die Universität Münster verlieh ihm die Ehrendoktorwürde. Seit 1908 war er Mitglied der Leopoldina, seit 1922 Mitglied der Accademia Nazionale dei Lincei.

## Werke
- Atlas Stellarum Variabilium (1890–1908; Atlas veränderlicher Sterne)